# Idea Bank
Idea Bank (Idea Bank Spółka Akcyjna w restrukturyzacji) (ehemals GMAC Bank Polska SA) war eine polnische Bank mit Sitz in Warschau.
Sie war seit 1991 tätig. Die Bank konzentrierte sich auf Finanzdienstleistungen für kleine Unternehmen – Kleinst-, Klein- und Mittelunternehmen. Ende des 2. Quartals 2019 bestand das Netzwerk aus 31 Niederlassungen. Der Hauptkanal für das Angebot von Produkten war jedoch das Internet: 2019 wurden etwa 98 % der Einzahlungen und 63 % der Konten mit Online- oder mobilen Tools aktiviert.

## Geschichte
Die Bank wurde 1991 gegründet. Zunächst war sie als Polbank SA und später als Opel Bank SA tätig. Im Jahr 2001 wurde der Name in GMAC Bank Polska SA und 2010 in Idea Bank SA geändert.
Die Bank übernahm die Filialen der Allianz Bank Polska SA, die im Mai 2011 von der Getin Holding SA gekauft wurde. Ab dem 3. Januar 2021 bietet die Bank keine Dienstleistungen an und erbringt keine Dienstleistungen mehr. Kundeneinlagen und -kredite wurden von der Bank Polska Kasa Opieki S.A. übernommen.

### Erzwungene Umstrukturierung
Der Einlagensicherungsfonds polnischer Banken (Bankowy Fundusz Gwarancyjny, BFG) leitete aufgrund der schlechten Kapitalsituation der Idea Bank Ende 2020 deren erzwungene Umstrukturierung ein.
Am 3. Januar 2021 wurde die Bank von der Bank Pekao übernommen. Alle Kundeneinlagen und Kredite wurden vollständig an die erwerbende Bank übergeben.
Laut BFG waren diese Maßnahmen nötig, da die Bank überschuldet war – eine Untersuchung des unabhängigen Wirtschaftsprüfungsunternehmens PricewaterhouseCoopers hatte gezeigt, dass die Schulden der Bank die Summe ihrer Vermögenswerte überstieg. Das Eigenkapital der Idea Bank betrug zu diesem Zeitpunkt minus 482,8 Mio. Złoty. Laut BFG gab es zudem keine Anhaltspunkte dafür, dass mögliche Aufsichtsmaßnahmen oder Maßnahmen der Idea Bank die Insolvenzgefahr hätten abwenden können. Die Einleitung einer Zwangsumstrukturierung der Idea Bank sei demnach zur Wahrung der Stabilität des Finanzsektors unumgänglich und läge somit im Interesse der Allgemeinheit.
Die gesetzlichen Regelungen sehen im Fall einer von Insolvenz bedrohten Bank die Übernahme deren Verluste durch die Eigentümer vor. Aus diesem Grund wurden die Aktien der Bank, ebenso wie die zur Refinanzierung begebenen Nachranganleihen eingezogen. Der Vorstand wurde aufgelöst; der Aufsichtsrat von seinen Aufgaben entbunden.
Leszek Czarnecki, der größte nichtinstitutionelle Investor der Bank, bezeichnete die Übernahme als illegal und kündigte eine Schadensersatzklage an.

## Aktionärsstruktur
| Aktionär             | Anteil am Grundkapital |
| -------------------- | ---------------------- |
| Getin Holding S.A.   | 54,43 %                |
| Getin Noble Bank     | 9,99 %                 |
| Dr. Leszek Czarnecki | 9,84 %                 |
| Streubesitz          | 25,74 %                |